# 保羅·邁斯特
保羅·安德烈·馬里·邁斯特（法語：Paul André Marie Maistre；1858年6月20日—1922年7月25日），法國陸軍將領，在第一次世界大戰後期擔任高層指揮要職。他被視為是出色的軍團與集團軍指揮官，位列一戰名將之林。
邁斯特在1879年畢業於聖西爾軍校，加入軍隊並繼續進修，於1899年開始在高等戰爭學院擔任費迪南·福煦的助理教授。之後他重回現役，在1914年戰爭爆發時擔任第四軍團參謀長。馬恩河戰役後，邁斯特晉升為第21軍司令。1917年5月，邁斯特晉升為第六軍團司令，在10月的拉马尔迈松战役發揮出色，然後被調派至第十軍團擔任司令。1918年6月，邁斯特晉升為北方集團軍司令，接著在下個月調至中央集團軍擔任司令，在戰爭末期指揮部隊進攻德軍防線。